# Tuyến đường sắt Rừng Bieszczady
Tuyến đường sắt Rừng Bieszczady (tiếng Ba Lan: Bieszczadzka Kolejka Leśna) là một tuyến đường sắt khổ hẹp 750 mm (2 ft 5+1⁄2 in) được xây dựng trong một khu vực rừng núi, thưa dân cư ở Dãy núi Bieszczady. Công tác thi công bắt đầu vào cuối thế kỷ 19 và hoàn thành trước Chiến tranh thế giới thứ nhất. Tuyến đường sắt này ngừng giao thông thường xuyên vào năm 1994. Ngày nay, một phần của tuyến đường sắt được tận dụng như là một Điểm đến du lịch. Tàu hỏa chạy thường xuyên vào cuối tuần từ đầu tháng 5 đến tháng 10; chạy tàu vào các ngày trong tuần ở thời điểm tháng 7 và tháng 8.
Nhà ga chính với toàn bộ các Đầu máy toa xe nằm ở Majdan gần Cisna.

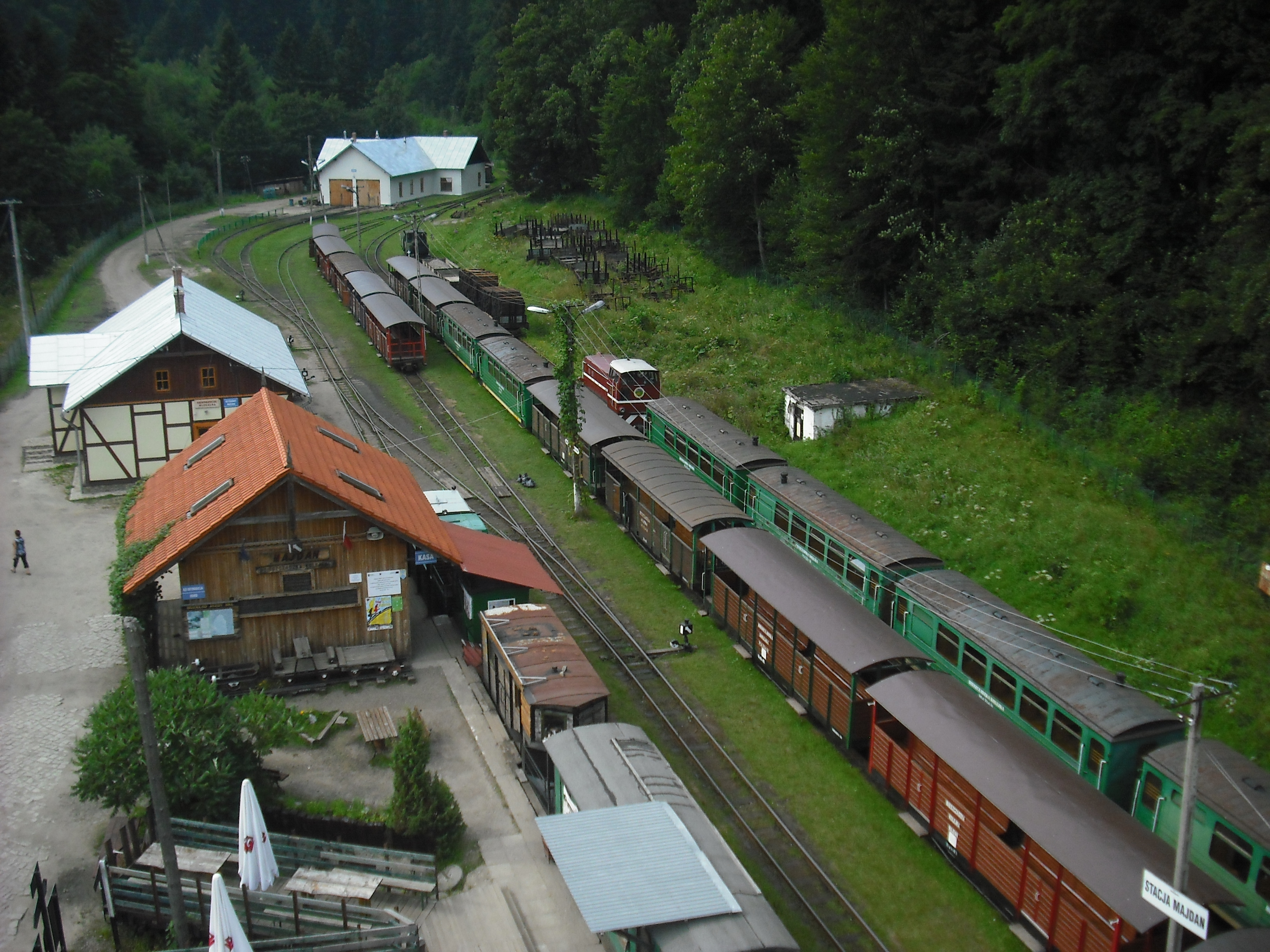
Nhà ga xe lửa Majdan

## Lịch sử
Một đợt xây dựng tuyến đường sắt khổ hẹp ở dãy núi Bieszczady bắt đầu năm 1890, khi Galicia thuộc quyền quản lý của Áo-Hung. Mục đích chính của việc xây dựng này là để khai thác rừng dễ dàng hơn bằng cách kết nối trung tâm Bieszczady với Tuyến Đường sắt Hungary - Galicia khổ tiêu chuẩn (Erste Ungarisch-Galizische Eisenbahn) ở Nowy Łupków. Tuyến đầu tiên dài 25 km, dẫn từ Nowy Łupków về phía đông tới Cisna, phần lớn đi dọc thung lũng con sông Solinka, và được khánh thành ngày 21 tháng 1 năm 1898. Khổ đường ban đầu là 760 mm. Đường sắt được vận hành bởi kkStB (Đường sắt Nhà nước Hoàng gia Áo), và chạy hai đôi Tàu hỗn hợp và một số chuyến tàu chở gỗ hàng ngày. Thời gian 1900-1909, đã có những phần mở rộng rừng của tư nhân được xây thêm từ Cisna theo hướng Kalnica, Beskid (phần thuộc Smerek) và Roztoki Górne.
Trong Thế chiến thứ nhất, các tuyến đường sắt được quân đội Áo-Hung sử dụng và phần lớn bị phá hủy. Năm 1918, sau khi Ba Lan giành lại được độc lập, tuyến đường sắt được Đường sắt quốc gia Ba Lan (PKP) tiếp quản. Trong đợt khủng hoảng kinh tế những năm 1930, tầm quan trọng của tuyến đường sắt này bị suy giảm và các mở rộng tư nhân về phía Kalnica, Smerek và Roztoki Górne đã bị tháo dỡ. Trong Chiến tranh thế giới thứ hai và khi bị Đức chiếm đóng, tuyến đường sắt được bàn giao lại cho Ostbahn của Đức. Đường sắt được hiện đại hóa và khổ đường được thay đổi thành khổ 750 mm như hiện nay. Trong thời gian chiến đấu ở Mặt trận phía Đông năm 1944, và sau đó là chiến đấu với Quân nổi dậy Ukraina, tuyến đường sắt đã bị phá hủy, đường ray và tà vẹt được chuyển đến nhiều địa điểm hoặc bị xe tăng làm hư hại.
Sau chiến tranh, dãy núi Bieszczady bị bỏ hoang do buộc tái định cư của người dân Ukraina, và đường sắt PKP không thấy có lợi trong việc dổi mới hoạt động. Đến năm 1953, tuyến này được bàn giao cho Rừng Quốc gia quản lý (Lasy Państwowe), và sau đó tuyến này được xây dựng lại để phục vụ cho một tuyến đường sắt chở gỗ. Đến những năm 1960, tuyến đường này được mở rộng: về hướng tây bắc đi Mików (kết nối với đường sắt tư nhân trước đây đi Rzepedź), và về phía đông qua Cisna đi Wetlina và Moczarne. Depot và nhà ga chính nằm ở Majdan (một khu định cư của Cisna). Từ năm 1963, ở đây cũng bắt đầu giới hạn vận chuyển hành khách (đó là tuyến đường sắt công cộng duy nhất ở Ba Lan bên cạnh Đường sắt quốc gia Ba Lan vào thời điểm đó). Lượng hành khách đạt khoảng 30,000 mỗi năm. Từ cuối những năm 1970, một đầu kéo hơi nước được thay thế bằng các đầu máy diesel PKP loại Lyd2. Do khủng hoảng kinh tế, việc cạnh tranh từ giao thông đường bộ và sau đó là việc Ba Lan chuyển sang nền kinh tế thị trường những năm 1980 và 1990, tuyến đường sắt này vẫn do Rừng Quốc gia vận hành, rơi vào các khó khăn tài chính và tạm ngừng hoạt động vào năm 1994. Cơ sở hạ tầng và một phần đầu máy toa xe được bảo tồn nhờ việc đưa tuyến đường này vào Sổ đăng ký di tích quốc gia năm 1992.

## Khôi phục lại như một tuyến đường sắt di sản
Nhờ vào cac nỗ lực của chính quyền địa phương, cộng đồng và các công nhân đường sắt, Quỹ Đường sắt Rừng Bieszczady đã được thành lập năm 1996 và tiếp quản việc vận hành tuyến đường như một điểm đến du lịch trên một đoạn đường ngắn. Tuyến này được đặt tên như hiện nay là Bieszczadzka Kolejka Leśna (hiểu là Đường sắt hạng nhẹ Rừng Bieszczady) vốn được gọi tên phổ biến trước đây. Từ ngày 4 tháng 7 năm 1997, các đoàn tàu bắt đầu chạy trên 11 km đường từ Majdan theo phía đông đến Przysłup. Từ năm tới, các đoàn tàu cũng chạy về hướng tây đi Balnica và xa hơn là Wola Michowa (17 km). Có đôi khi các đoàn tàu chạy đến tận Smolnik, nhưng thường thì Balnica là ga cuối, và tuyến đường đi về phía tây bị rút ngắn còn 9 km. Sau đó, tuyến đường sắt đã được đổi mới để trở thành điểm đến du lịch ở Bieszczady. Được vận hành vài lần trong ngày vào mùa hè, bắt đầu từ tháng 5, và thỉnh thoảng cũng có thể thuê một chuyến tàu đặc biệt vào những tháng khác.
Từ năm 2007, tuyến đường này thường đón trên 50,000 hành khách mỗi năm, và từ năm 2014 là trên 100,000 lượt hành khách. Năm 2018, ước tính đã có 153,000 lượt khách đi tàu, và đây là con số lớn nhất tính đến thời điểm đó.